# Náquera
Náquera (hiszp. wym. [ˈnakeɾa]), Nàquera (walenc. wym. [ˈnakeɾa]) – gmina w Hiszpanii, w prowincji Walencja, we wspólnocie autonomicznej Walencja, o powierzchni 38,71 km². W 2011 roku liczyła 6009 mieszkańców.